# Val d’Arol
Der Val d’Arol (französisch: Ruisseau du Val d’Arol) ist ein Bach, der im französischen Département Vosges in der Region Grand Est verläuft. Er ist ein knapp 14 Kilometer langer südwestlicher und linker Zufluss des Madon.

## Geographie

### Verlauf
Der Ruisseau du Val d’Arol entspringt auf einer Höhe von etwa 380 m beim Ort Girovillers sous Montfort, im Gemeindegebiet vom Domjulien.
Er entwässert generell in nordöstlicher Richtung und mündet schließlich an der Gemeindegrenze von Poussay und Mirecourt auf einer Höhe von ungefähr 262 m von links in den Madon.
Der 13,86 km lange Lauf des Ruisseau du Val d’Arol endet ungefähr 118 Höhenmeter unterhalb seiner Quelle, er hat somit ein mittleres Sohlgefälle von etwa 8,5 ‰.

### Zuflüsse
(Reihenfolge in Fließrichtung)
- Ruisseau du Bourin[5] (links), 0,8 km[6]
- Fossé Grand Jadin[5] (links), 0,9 km[6]
- Ruisseau Gebe (Ruisseau de Mettigny[7]) (links), 1,9 km
- Ruisseau du Har Lacourt (links), 1,0 km
- Ruisseau de Pioncourt (links), 0,9 km
- Ruisseau le Cochon (links), 8,5 km
- Ruisseau Ancien[5] (rechts), 2,1 km[6]
- Fossé des Fauchéns[5] (rechts), 0,2 km[6]
- Fossé des Grands Prés[5] (rechts), 0,7 km[6]
- Fossé de la Lancette[5]  (rechts), 1,1 km[6]

### Orte am Fluss
(Reihenfolge in Fließrichtung)
- Girovillers sous Montfort, Gemeinde Domjulien
- Viviers-lès-Offroicourt
- Offroicourt
- Remicourt
- Thiraucourt
- Domvallier
- Ramecourt
- Mirecourt